# 金荣桂

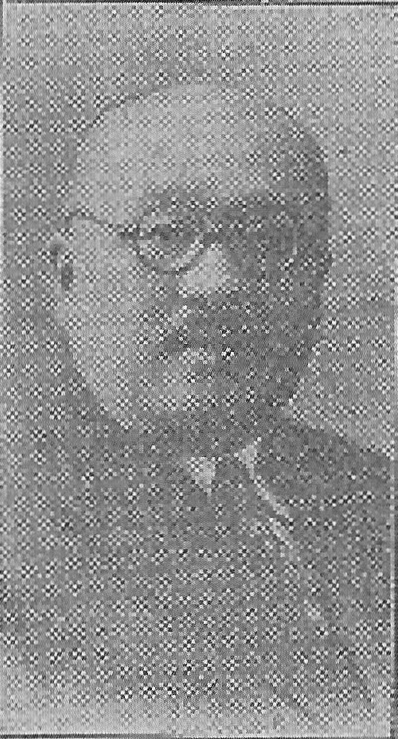
《大满洲帝国名鉴》（1934年）

金荣桂（1876年—20世纪？），字伯衡。奉天府蓋平县人。中華民国、满洲国政治人物。

## 生平
1908年（光緒34年）他在山東省任地方官。1911年（宣統3年）1月，他任临邑县知县。中華民国成立後，他继续任该职务。
1913年（民国2年）10月，他改任山東省德县知事。1918年（民国7年）2月，他任济宁县知事。翌年7月，他升任济南警察厅厅長兼理膠济路警察事宜。1920年（民国9年）1月，他任济南市政厅总办。
1921年（民国10年），他转往吉林省任该省省長公署参議。同年5月，他任吉林全省保衛团督办处处長。1925年（民国14年）3月，他任東省特別区警察总管理处处長。1930年（民国19年），他任東省铁路督办公署参赞。
九一八事变後，金荣桂参加满洲国建国。1932年（民国21年/大同元年）初，他任東省特別区警察管理处处長。同年3月满洲国成立，他改任中東铁路理事会理事。9月，他再度任東省特別区警察管理处处長。翌年3月，他任哈尔滨特別市警察厅厅長。1936年（康德3年）12月，他任首都警察厅总監。翌年7月，他升任奉天市市長。1938年（康德5年）7月，他升任奉天省省長，任至1942年（康徳9年）9月。
此後，金荣桂的生平不详。